# Зогаллык
Зогаллык  (азерб. Zoğallıq) — село в Исмаиллинском районе Азербайджана.

## География
Расположено к юго-западу от районного центра Исмаиллы.

## История
Согласно данным издания «Административное деление АССР», подготовленного в 1933 году Управлением народно-хозяйственного учёта Азербайджанской ССР (АзНХУ), по состоянию на 1 января 1933 года Зогаллык входил в состав Кушанджинского сельсовета (сёла Балик, Энишдиби, Геойтепа, Кушанджа) Исмаиллинского района Азербайджанской ССР. В селе проживало 269 человек в 57 хозяйствах, среди которых было 144 мужчины и 125 женщин. Национальный состав сельсовета, к которому относился Зогаллык, состоял преимущественно из «тюрок» (азербайджанцев) — 100 %.
В 1960-х годах Зогаллык являлось одним из сёл Миджанского сельсовета Исмаиллинского района. В 1970-х годах вместе с населёнными пунктами Кушенджа и Балик входило в Кушенджинский сельсовет.

### Известные жители
Уроженцем Зогаллыка является Сарван Каракиши оглы Салманов — советский азербайджанский энергетик. Герой Социалистического Труда (1971).